# كلارسبورغ (ماساتشوستس)
كلارسبورغ (بالإنجليزية: Clarksburg, Massachusetts)‏ هي بلدة أمريكية تقع في الولايات المتحدة في مقاطعة بيركشاير (ماساتشوستس). يقدر عدد سكانها بـ 1,702 نسمة ومساحتها 33.3 كم2 وترتفع عن سطح البحر 347 متر.

## أعلام
- جون تشارلزورث
- أرت ماديسون